# 哈德尔别克·哈木扎
哈德尔别克·哈木扎（羅馬化：Qadırbek Qamza；1961年12月—），男，哈萨克族，新疆额敏人，中华人民共和国政治人物，现任新疆维吾尔自治区人大常委会副主任。

## 生平
2021年3月16日，沙湾举行撤县设市揭牌仪式，哈德尔别克·哈木扎出席揭牌仪式并讲话，自治区民政厅党组书记王志军、塔城地委书记薛斌参加揭牌仪式。